# Budynek parlamentu Republiki Mołdawii
Budynek parlamentu Republiki Mołdawii – budynek w Kiszyniowie, stolicy Mołdawii, będący siedzibą parlamentu Republiki Mołdawii. Obiekt znajduje się przy bulwarze Stefana Wielkiego, naprzeciwko pałacu prezydenckiego.

## Historia
Obiekt wybudowano w latach 1976–1979 na potrzeby Komitetu Centralnego Komunistycznej Partii Mołdawii. Budynek zaprojektowali Alexandru Cerdanțev i Grigore Bosenco. Po uzyskaniu przez Mołdawię niepodległości w 1991 roku obiekt, bez większych zmian, zaadaptowano na potrzeby mołdawskiego parlamentu. Podczas zamieszek w kwietniu 2009 roku budynek został zdewastowany; jego renowację zakończono w grudniu 2013 roku.

## Opis
Centralna część fasady budynku od strony bulwaru Stefana III Wielkiego posiada cztery charakterystyczne pilastry. Od części środkowej budynku pod niewielkim kątem odchodzą dwa wysokie skrzydła. Po drugiej stronie, w części środkowej, do całości przylega niższa część budowli, w której znajduje się sala obrad parlamentu.
Głównym pomieszczeniem obiektu jest sala obrad parlamentu, mogąca pomieścić około 190 osób, w tym 101 deputowanych. Ponadto w budynku znajdują się mniejsze sale obrad, biura, a także biblioteka czy muzeum parlamentu.